# Шелаболіхинська сільська рада
Шелаболі́хинська сільська рада (рос. Шелаболихинский сельский совет) — сільське поселення у складі Шелаболіхинського району Алтайського краю Росії.
Адміністративний центр та єдиний населений пункт — село Шелаболіха.

## Населення
Населення — 3865 осіб (2019; 4006 в 2010, 4332 у 2002).